# Lichtenegg (Wels)
Lichtenegg ist ein Stadtteil und eine Katastralgemeinde im Westen der Stadt Wels. Lichtenegg war bis zu seiner Eingemeindung nach Wels im Jahr 1938 eine eigene Gemeinde. Die nördlich gelegenen Teile der Katastralgemeinde Lichtenegg werden heute zum Stadtteil Vogelweide gezählt. Mit mehr als 14.000 Einwohnern ist Lichtenegg der zweitgrößte Stadtteil von Wels.

## Ortsteile und Siedlungen
Lichtenegg gliedert sich heute in die Ortsteile und Siedlungen Au, Berg, Bernhardin, Brandln, Eben, Lichtenegg, Noitzmühle, Rosenau, Trausenegg und Waidhausen.

## Geschichte

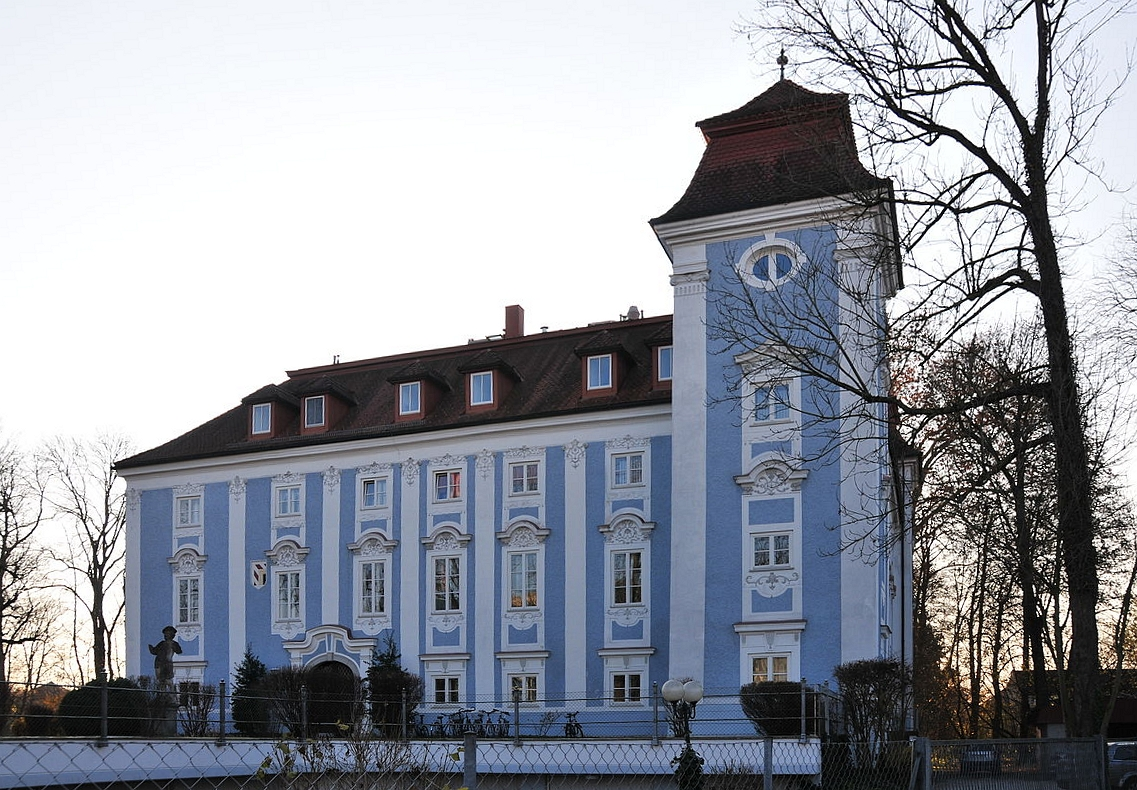
Schloss Lichtenegg

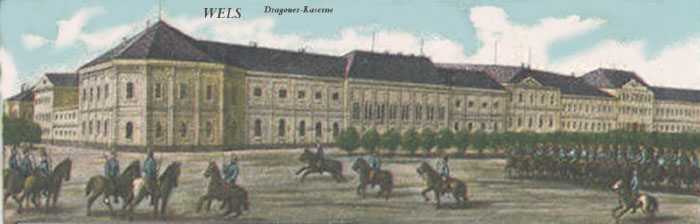
Dragoner-Kaserne

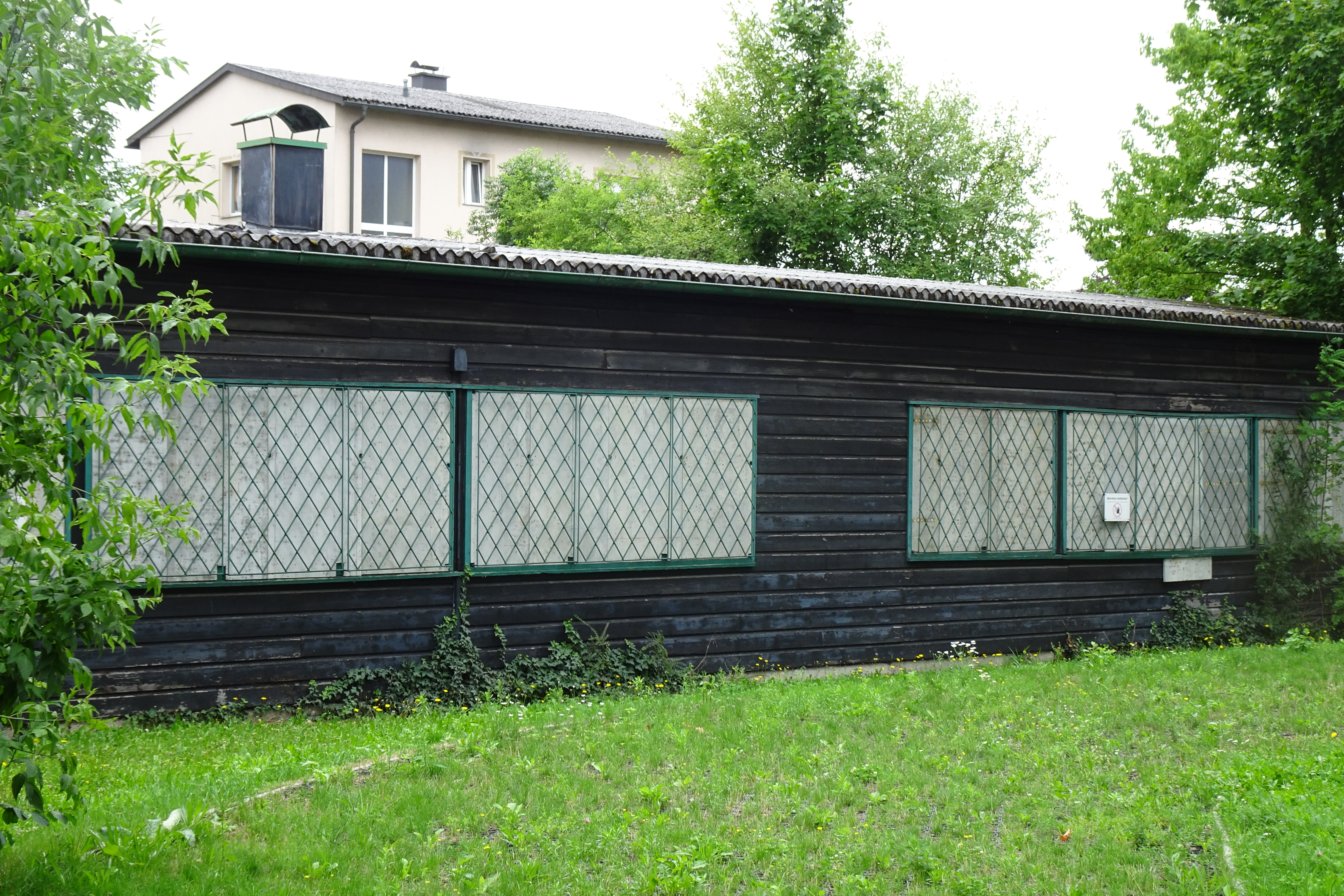
Die letzte verbliebene Baracke des Lagers 1001

Bedeutung erlangte Lichtenegg als Wohnort der Tochter von Kaiser Franz Joseph Marie Valerie, die mit ihrem Mann Franz Salvator von Österreich-Toskana bis 1897 auf Schloss Lichtenegg lebte. Der nach Marie Valeries Mutter benannte „Sissi-Pavillon“ im Schlossgarten erinnert heute noch an die Zeit, in der die Kaiserin in der Gegend von Wels verbrachte.
Von Wichtigkeit war auch der Bau der Dragonerkaserne, welcher Mitte des 19. Jahrhunderts fertiggestellt wurde, allerdings knapp außerhalb der Katastralgemeinde liegt. In der Zeit des Nationalsozialismus existierten in Lichtenegg zahlreiche militärische Anlagen. Westlich der „Alpenjäger“-Kaserne (frühere Dragoner-Kaserne) befand sich ein 60 Tausend Quadratmeter großes Barackenlager für Soldaten (späteres „Barackenlager 1001“), südlich der Kaserne ein weiteres Barackenlager und Gebäude der Heeresstandortverwaltung. Auch der schon vor der NS-Zeit bestehende Truppenübungs- und Exerzierplatz wurde von der Wehrmacht genutzt.
Während des Zweiten Weltkrieges war Lichtenegg immer wieder Ziel alliierter Luftangriffe, vor allem auf das Flugzeugwerk, welches sich im Süden des Stadtteils befand. Schwere Schäden verzeichnete auch das historische Schlossgebäude.
Nach dem Krieg wurden viele Umsiedler und Heimatvertriebene aus Ost- und Südosteuropa im Barackenlager 1001 untergebracht. Damit erlebte Lichtenegg einen wahren Einwohnerboom.
Im heutigen Zentrum des Stadtteils befindet sich die Pfarrkirche Wels-Lichtenegg. Sie ist die Nachfolgekirche der Holzkirche des Barackenlagers und wurde unter dem Architekten Karl Odorizzi und dem Pfarrer Stephan Macsady 1966 eingeweiht.

## Wirtschaft und Infrastruktur
In Lichtenegg befindet sich eine Privatklinik mit Spezialisierung auf Augen sowie Radiologie, ein Alten- und Pflegeheim wurde 2016 eröffnet.
Lichtenegg verfügt außerdem über zahlreiche Sporteinrichtungen, so befindet sich die Welser Eishalle (Welser Kunsteisbahn) in diesem Stadtteil. Die Eishalle ist Trainingsort der beiden Welser Eishockeyvereine EC Wels und des EHC Fire on Ice. Des Weiteren ist mit dem Welldorado ein großes Frei- und Hallenbad in diesem Stadtteil angesiedelt. Nördlich des Welldorados befindet sich die Welser Trabrennbahn auf der regelmäßige Events stattfinden. Neben der geschichtsträchtigen Lichtenegger Mittelschule steht die Raiffeisen Arena, sie ist die Heimspielstätte des Basketballvereins WBC Raiffeisen Wels. Mit dem Budokan Center beheimatet Lichtenegg auch ein Trainingszentrum für Asiatische Kampfsportarten, im Ortsteil Noitzmühle befindet sich außerdem ein Slacklinepark.
Der Stadtteil Lichtenegg ist Standort zahlreicher Handels- und Dienstleistungsunternehmen, so hat beispielsweise der Sanitärwarengroßhändler Holter seinen Sitz hier. Im Osten des Stadtteils betreibt das E-Werk Wels ein Fernheizkraftwerk, es zählt zu den modernsten Europas. Nahe der Autobahnabfahrt Wels-West befinden sich mit den Einkaufszentren maxCenter und SCW zwei Shoppingcenter mit überregionaler Bedeutung. Gemeinsam mit dem 2013 eröffneten Kino entwickelt sich der westliche Teil Lichteneggs zu einem Einkaufs- und Vergnügungsviertel, ähnlich der Plus City bei Linz. Der Stadtteil ist mit den Buslinien 1 und 4 an das Stadtzentrum angebunden, zudem ist Lichtenegg mit der Autobahnabfahrt Wels-West mit der Autobahn A8 verbunden.